# Ernst Niedorff
Ernst Heinrich Niedorff (* 12. Januar 1910 in Hamburg; † 2. Oktober 1969 ebenda) war ein deutscher Politiker und Abgeordneter der Hamburgischen Bürgerschaft für die SPD.

## Leben
Ernst Niedorff absolvierte nach dem Besuch der Volksschule eine dreijährige Lehre zum Versicherungskaufmann und besuchte die Versicherungsfachschule. Ab 1927 war er beim Versicherungsmakler Heinrich von Richthofen, der eine Mehrfachgeneralagentur betrieb, angestellt. 1953 übernahm er den Betrieb, der bis heute in Groß Borstel besteht, als Firmeninhaber.
Politisch engagierte sich Niedorff in der SPD. Er war von 1949 bis 1966 Mitglied des Bezirksausschusses (ab 1961: Bezirksversammlung) im Bezirk Hamburg-Nord und dort Vorsitzender der SPD-Fraktion. In der Bezirksversammlung setzte er sich dafür ein, nördlich der City Nord an der S-Bahn ein Sportstadion für 15.000 Zuschauer zu errichten. Dieses, aber auch weitere Sportstätten, seien insbesondere auch für die Barmbeker Vereine notwendig. Von 1957 bis 1966 gehörte er auch der Hamburgischen Bürgerschaft an. Dort gehörte er durchgängig dem Ausschuss für Bezirksverwaltung, dem Ausschuss für Stadtplanung, Bau- und Wohnwirtschaft (bis 1961: Ausschuss für die Durchführungspläne, Bau- und Wohnungswesen), dem Sportausschuss und dem Steuerausschuss sowie zeitweilig dem Ausschuss für das ambulante Gewerbe und dem Ausschuss für Hafen und Schifffahrt an.
In der SPD war Niedorff Kassierer des Kreisverbandes Hamburg-Nord. Seine Weigerung, im März 1958 den Kassenbericht des Kreisverbandes wegen Unregelmäßigkeiten zu unterschreiben, deckte einen Skandal um den Kreissekretär Bernhard Musall auf. In diesen Komplex waren auch die beiden aus dem Bezirk stammenden Bundestagsabgeordneten Hellmut Kalbitzer und Helmut Schmidt, der damals auch Kreisvorsitzender der SPD im Bezirk Hamburg-Nord war, involviert: Um seinen Posten als Kreissekretär zu halten, drohte Musall mit der Veröffentlichung von Unregelmäßigkeiten. Einerseits seien mit dem Wissen und der Zustimmung Kalbitzers, der auch Vorsitzender der SPD-nahen Neuen Gesellschaft war, von Musall Abrechnungen der Neuen Gesellschaft für Seminare gefälscht worden, die nicht stattgefunden hatten, um so Zuschüsse von der Bundeszentrale für Heimatdienst zu bekommen. Andererseits wurde Schmidt vorgeworfen, dass er von ihm eingeworbene Spenden in Höhe von 60.000 DM teilweise für die Finanzierung seines Bonner Abgeordnetenbüros verwendet habe, anstatt sie an den Landesverband der SPD abzuführen. Trotz erheblicher Unruhe in der SPD, die in Rücktrittsforderungen an Helmut Schmidt gipfelten, hatte die Affäre lediglich Folgen für Musall, der, nachdem ihm auch persönliche Bereicherung nachgewiesen wurde, am 14. Mai 1958 fristlos entlassen und aus der SPD ausgeschlossen wurde. Dass Kalbitzer die Abrechnungsfälschungen von Musall kannte oder gar billigte, konnte von einem parteiinternen Untersuchungsausschuss unter Leitung des Bürgerschaftsabgeordneten Joachim Kleist nicht belegt werden und der Umgang Schmidts mit der Spende war nach damaliger Rechtslage zulässig, er missfiel lediglich dem Landesvorstand, der das Geld gerne selbst vereinnahmt hätte.